# Twisted Metal 4
Twisted Metal 4 es un videojuego de combate en vehículos desarrollado por 989 Studios y publicado por Sony Computer Entertainment. Es el cuarto juego de la saga Twisted Metal. Este juego fue lanzado en el año 1999 para la plataforma PlayStation y re-lanzado en los Sony PlayStation Greatest Hits en el 2000. 989 Studios fue la compañía que creó el juego, ésta es la segunda exitosa creación -y la última- de 989 Studios en Twisted Metal, siendo la primera Twisted Metal III.

## Contexto
A diferencia de los anteriores juegos, esta versión toma otro rumbo. El video de introducción cuenta la historia de Twisted Metal, el torneo habría nacido en los años 1900 como una especie de caravana comandada por Calypso que viajaba por el país dejando destrucción a su paso. 
Sweet Tooth, al ver dicha caravana de autos se ve sorprendido y participa con el deseo de querer convertirse en la estrella de Twisted Metal. Él después gana el concurso y Calypso le concede su deseo.
Con dichos poderes, Sweet Tooth comienza a crear caos, hasta que en cierto momento tiene celos de Calypso. Los celos en él comienzan a crear un plan para derrocar a Calypso de su cargo ( y convertirse así en el nuevo jefe del torneo), y junto con un grupo de payasos cómplices toma dicho control. 
Sweet Tooth al poseer el control, también tiene posesión el anillo de Calypso. El anillo era lo que daba el poder para conceder deseos, y además consume las almas de sus víctimas con el fin de aumentar la fuerza y la juventud al poseedor del anillo. Con el poder de conceder deseos, Sweet Tooth engaña a la gente burlándose de sus deseos al igual que Calypso lo hacía.

## Jugabilidad
El jugador toma el control de uno de los vehículos. El objetivo principal es destruir a los demás coches utilizando proyectiles de distinto rango y potencia que se pueden encontrar por todo el escenario de batalla. Al control del vehículo, el jugador puede acelerar, girar, frenar, marchar en reversa, activar el turbo, y activar las armas del coche para atacar a los oponentes; cabe mencionar que los controles de Twisted Metal 4 han sufrido cambios drástico respecto a anteriores títulos: por ejemplo en Twisted Metal III el jugador aceleraba con palanca o flecha arriba, mientras que en Twisted Metal 4 el jugador acelera presionando el botón X y activa el Turbo presionándolo dos veces rápidamente. 
El objetivo principal es ser el último jugador con vida o lo que es lo mismo destruir a todos los demás coches. En el modo Tournament (Torneo o Campaña) dos jugadores pueden aliarse para ganar el juego derrotando a todos los oponentes y al jefe de cada nivel; dicha alianza puede realizarse con un segundo jugador humano o con un coche controlado por la CPU.

## Personajes
El juego incluye a 13 personajes que se pueden elegir desde el comienzo. La mayoría de los personajes fueron creados especialmente para este juego, mientras que algunos de los personajes de anteriores juegos vuelven como jefes de nivel sin historia. A diferencia de anteriores juegos en la serie, cada nivel cuenta con un jefe único que tendrá que ser derrotado para avanzar en el juego. Los jefes se pueden elegir para jugar después de que han sido vencidos.

### Iniciales
- Orbital: Es muy rápido y también muy fácil de manejar, su desventaja es su poca resistencia. Su especial Teleorb es una esfera que se lanza a corta distancia generando dos rayos que pueden atraen hasta dos vehículos hasta su centro y entonces estalla congelando a los coches cercanos. Este ataque no funcionará muy bien en una pelea en movimiento, pues el rival escapará fácilmente de los rayos del Teleorb, por ello, el rival al que se ataca tiene que estar acorralado o inmovilizado para que no escape.

Orbital es un espía secreto con la mitad de su rostro cubierta por una placa de metal. Una vez que Orbital gana el Twisted Metal, Sweet Tooth le concede su deseo. Él le pide ser normal, no quiere ser más él único que tiene medio rostro de metal; Sweet Tooth le concede el deseo y Orbital regresa a los cuarteles de los espías. Al llegar, la sorpresa lo invade porque ve a todos sus amigos con la mitad del rostro cubierta por una placa de metal, absolutamente todos.., incluso su propio jefe quien al verlo le sale una lágrima en su parte humana.
- Pizzaboy: La velocidad y la resistencia de este coche son bajas, pero puede esquivar fácilmente proyectiles enemigos con la alta manejabilidad de este vehículo. Su especial Blades son dos cuchillas que persiguen al enemigo y se estrellan en él, provocando un daño leve.

Pizza Boy trabaja como repartidor en una pizzería, quien tiene como hobby participar en carreras ilegales. Quiere que su auto sea mucho más veloz, y el payaso, al escuchar el deseo de Pizza Boy intenta hacer lo que puede. En su próxima carrera (contra un auto parecido al de Drag Queen), Pizza Boy comienza a acelerar para ganar, al llegar al último cambio él no nota diferencia hasta que se da cuenta de que está volando. El auto de Pizza Boy ha alcanzado velocidades espaciales, pudiendo llegar al espacio en poco tiempo donde es devorado por un agujero negro.
- Capitan Grimm: Difícil de manejar si no se tiene experiencia en el juego. Es uno de los autos con menos resistencia. El ataque especial Cannon es parecido a un Ricochet, sólo que no rebota en las paredes e incinera al enemigo al estallar en él: puede causar mucho daño y a gran distancia.

- Calypso: Este camión es muy resistente, pero que es muy grande y lento, por lo que puede ser un blanco fácil de los enemigos. Posee el ataque especial Nuke (bomba atómica o bomba nuclear), el segundo Especial más fuerte de todo el juego, pero también el que más tiempo tarda en recargarse. Es un misil veloz que es lanzado al aire en dirección del enemigo (este misil gira levemente si el enemigo no está alineado) y se detona sobre el enemigo: si el tiro es certero es devastador en la salud de la víctima

- Quatro: Parecido a Orbital, pero menos resistente, muy rápido y no pierde estabilidad en las caídas o desniveles. El ataque especial Microwave es tal vez uno de los más débiles del juego: es una onda expansiva que daña poco y al mismo tiempo expulsa a los enemigos. Usado hábilmente puede servir para empujar al rival a una zona peligrosa, como al fuego o al vacío.

Quatro es un alienígena cazarrecompensas intergaláctico y participa en Twisted Metal no para ganar un premio, si no para arrestar a Sweet Tooth. Los cómplices de Sweet Tooth intentar atacar a Quatro, pero antes de que puedan hacerlo, una nave espacial policial llega y les ordena rendirse.
- Goggle Eyes: A pesar del tamaño, es un auto rápido y manejable. Al igual que Calypso, es un blanco fácil a la distancia. Además, el vehículo es muy liviano, por lo que una explosión puede lanzarlo lejos, pudiendo caer al vacío o salirse del nivel. Posee un potente especial (llamado Greentox) de medio alcance que puede quemar y sacar mucha vida a un rival acorralado o congelado .

- Meter Maid: Este auto es recomendado para quienes se inician en el juego; es bastante rápido y manejable, pero no muy resistente. Esta debilidad se complementa con el especial Energy Ray, un rayo que se origina en el coche y atrapa hasta a dos enemigos cercanos absorbiendo su salud.

Meter Maid es una joven oficial de policía de tránsito. Una vez que logra ganar el concurso, ella le entrega a Sweet Tooth una multa por todas sus infracciones de tránsito ocasionadas junto con una participación al servicio de la comunidad (servicio de tránsito), el payaso /no Sweet Tooth ve que dicha suma es de millones. Él le informa que Twisted Metal no acepta infracciones ni nada por el estilo, pero después de ver como la chica estaba vestida (una forma sensual) los payasos junto con Sweet Tooth proceden a ir. Al llegar Sweet Tooth se encuentra con la realidad, y es que en realidad era una oficina de tránsito donde hay un oficial dictando una clase de conducción.
- General Warthog: El ataque especial Ion Pad es fuerte pero hay que estar presente para detonarlo. El vehículo deja una marca en el suelo que determinará el lugar donde un satélite disparará. Si se activa justo con un enemigo encima, le quita bastante salud y puede hasta sacarlo del nivel.

General Warthog es un veterano de guerra, y quiere ser el general del ejército más poderoso de la Tierra, el payaso al verse imposibilitado de conceder dicho deseo, le da a dirigir un ejército..., un ejército de soldados de juguete.
- Microblast: El más pequeño, una ventaja porque es difícil apuntarle, inclusive con un Homming, y un Power de lejos le pasa por encima. Es un coche balanceado pero débil. El ataque special Gatlinger es muy similar a la Speed; aunque no daña mucho, nunca le faltará munición debido a que el especial se recupera muy rápido. Si se acompaña con un ataque congelante, otras armas y la ametralladora normal puede ser un ataque mortal.

Microblast es un enano que trabaja en un circo. El Payaso al ver el tamaño de Microblast, comienza a molestarlo, pues ellos se sorprenden de quien fue el ganador del Twisted Metal, Microblast se enoja y reclama su deseo. El payaso deja de molestarlo y le pide su deseo; Microblast quería ser alto, tan alto como un rascacielos, que con su sombra pueda cubrir toda la ciudad, y que sea recordado por siempre. El payaso concede el deseo y ve cómo Microblast es tan grande como los edificios de la ciudad; la gente comienza a gritar al verlo y se comienza a crear caos. En un momento, al llegar a un lugar descampado de la ciudad, Microblast comienza a detenerse y se convierte en una estatua gigante, quien tiene como mensaje debajo de sus pies "Aquí estuvo Microblast".
- Trashman: Rápido, buena defensa y manejable pero a la vez blanco fácil por su tamaño. El especial Lifter es fuerte, toma a un coche enemigo con sus brazos hidráulicos y lo sacude quitándole mucha salud. Si se acompaña con otras armas puede provocarle daño masivo e incluso mortal. No dura mucho tiempo y el vehículo víctima puede defenderse si no está congelado.

- The Joneses: Bastante rápido y manejable, pero no es muy resistente. El especial Hornets son 3 Homings de colores rojo, azul y blanco bastante lentos. Persiguen al enemigo y si al impactar en el blanco este está en movimiento, pueden mandarlo lejos.

- Drag Queen: No es muy manejable, pero es rápido. La resistencia es discutible, pero es aceptable. El especial Flames es de corta distancia, hace el mismo daño que las llamas que se encuentran en algunos niveles y también deja al enemigo quemado. Ideal para rematar y golpear a enemigos congelados.

- Mr. Zombie: Es rápido, resistente, manejable. Su ataque especial Zombie es similar al Teleorb de Orbital, con las mismas características, pero en vez de congelar este quema al estallar. Lo mejor es congelar al enemigo y lanzar el especial para evitar que escape, además de estar basado en el cantante que hace las bandas sonoras para el Juego Rob Zombie.

### Jefes
Estos coches son los jefes de nivel a los que se debe derrotar para pasar al siguiente nivel. Se pueden desbloquear avanzando en el modo Torneo o vía Password.
- Crusher: Lento pero manejable y resistente. El especial Crusha es similar al de Trash Man, pero hace menos daño. Crusher es el jefe del primer nivel Construction Yard.

- RC Car: Rápido, no manejable y resistente. El especial Ray Gun es muy potente, es un láser recto de media distancia que daña instantáneamente al enemigo, lo lanza lejos si este es liviano o está en movimiento y lo deja quemándose. Es el jefe del cuarto nivel The Bedroom.

- Super Slam & Super Auger: Son algo lentos y difíciles de manejar. Sus especiales Loader y Auger, Super Slam te golpea con su cargador mientras que Super Auger te taladra. Sus ataques especiales son los más fuertes. Son el doble jefe de la etapa The Oil Rig.

- Super Axel: Es rápido, resistente y algo difícil de manejar. Su especial SuperNova es como de todos los Twisted Metal anteriores, similar al de Quatro, pero más potente y este quema. El especial se aprovecha al máximo cuando, por ejemplo, se choca al enemigo con turbo y sale volando quemándose. Curiosamente si lo conduces en reversa alcanza una velocidad superior a cualquier otro vehículo. Es el jefe del quinto nivel Amazonia 3000 BC.

- Moon Buggy: Es un auto grande, lento, poco manejable y moderadamente resistente. Su especial, llamado Quasars, consiste en 3 ondas energéticas que persiguen al enemigo y le hacen daño. Lo bueno de este ataque es que busca por su propia cuenta a sus enemigos e incluso atraviesa paredes, además, su agarre es mucho mejor con respecto al Teleorb o al Zombie. Lo malo es que tiene poco alcance y duración. Moon Buggy es el jefe del segundo nivel Neon City.

- Super Thumper: Es el jefe del tercer nivel Road Rage. Este auto es rápido, manejable y tiene un especial muy fuerte, se llama Megaflare. Esta consiste en llamas de fuego que salen de las farolas del auto (similar al Flames de Drag Queen, pero estos son dos) y, estando congelado el enemigo, hace mucho daño, ya que puede hacerse varias veces consecutivas. Además, se puede oír música de estilo rap mientras dura el especial.

- Minion: Es un tanque de guerra grande, muy rápido y poderoso. Su especial, llamado Serpent, es la combinación de un Freeze y dos misiles de fuego que persiguen al enemigo y al estallar le queman y pueden lanzarlo lejos. Este especial es muy fuerte y tiene un gran alcance, lo que hace de este enemigo alguien de cuidado. Es el jefe del séptimo nivel Minion's Maze.

- Sweet Tooth: Es el último de todos los jefes del juego y es el jefe del octavo nivel The Carnival. Es un auto mediano, el más rápido y resistente. Su especial 'Henchmen' es el más fuerte del juego. Consiste en 3 pequeñas cabezas de payasos que persiguen al oponente; un solo disparo puede eliminar a un enemigo. Una de ellas es roja y dispara fuego, otra es azul y se encarga de aprisionarte y quitarte salud (similar al especial de Mr. Zombie o al de Orbital, pero con mejor agarre) y la última, de color verde, dispara misiles MIRV (los que se desprenden de un misil principal y se subdividen en otros 5 más pequeños). Este Especial puede atravesar paredes sin perder velocidad. Si Sweet Tooth es congelado, perderá las llamas de la cabeza del vehículo.

## Armas
- Machine gun: Esta arma viene predeterminada en cada auto, el daño es mínimo y es casi imposible destruir un auto completo sólo con esta metralleta.

- Daño: Entre 0.1 y 0.3 por munición dependiendo el adversario. 
- Unidades por pickup: Esta arma es predeterminada, no se recoge
- Máximo equipado: Infinito
- Speed: Es un arma totalmente débil y de poco poder, suele ser bastante beneficiosa cuando tienes al frente a tu adversario congelado, puedes disparar rápidamente muchos Speeds junto con la Machine Gun.

- Daño: Entre 0.3 y 1 por munición dependiendo el adversario. 
- Unidades por pickup: 30 
- Máximo equipado: 90 
- Napalm: Esta arma es un poco más poderosa que los speeds, pero suele ser bastante difícil de dar en el blanco porque hace una especie de arco en forma recta a la hora de disparar. Cuando un Napalm cae en un auto o en el suelo, deja por unos segundos unos rastros de fuego, que queman al auto por unos instantes decreciendo la vida.

- Daño: Entre 2 y 4 por munición dependiendo el adversario. 
- Unidades por pickup: 5 
- Máximo equipado: 10 
- Fire: El Fire es una especie de misil, este puede ir en forma recta a una distancia muy elevada. El Fire suele ser una de las armas más fáciles de esquivar, si bien este intenta contrarrestar doblando en un mínimo ángulo, sigue siendo bastante fácil de evadir para enemigos de velocidad normal o rápida.

- Daño: Entre 4 y 9 por munición dependiendo el adversario. 
- Unidades por pickup: 5 
- Máximo equipado: 10 
- Homing: El Homing es otro de los misiles, este tiene menos potencia que el Fire, pero este tiene la facultad de perseguir a los usuarios con una habilidad bastante buena. El homing puede doblar en campos amplios en más de 135 grados.

- Daño: Entre 3 y 7 por munición dependiendo el adversario. 
- Unidades por pickup: 5 
- Máximo equipado: 10 
- Power: Es el misil más fuerte dentro de los básicos en el juego, este va en línea recta y con una velocidad bastante elevada.

- Daño: Entre 6 y 12 por munición dependiendo el adversario. 
- Unidades por pickup: 3 
- Máximo equipado: 6 
- Ricochet: El Ricochet es una especie de granada que puede rebotar una vez lanzada, esta misma recorre y rebota hasta que se encuentra con algo que detone o algún adversario.

- Daño: Entre 4 y 8 por munición dependiendo el adversario. 
- Unidades por pickup: 3 
- Máximo equipado: 6 
- Mortar: El Mortar es un arma muy buena, hace el mismo arco que un Napalm, pero este va más lejos; el Mortal a diferencia del Napalm, no va en forma recta, sino persigue a sus adversarios pudiendo doblar en un mínimo ángulo si este intenta esquivarlo. El Mortar posee un daño por impacto también.

- Daño: Entre 5 y 12 por munición dependiendo el adversario. (En caso de impacto este puede ir de 1 a 11) 
- Unidades por pickup: 3 
- Máximo equipado: 6 
- Rain: Esta arma es una de las difíciles de poder utilizar; al lanzarse, se va hacia arriba haciendo caer a una distancia pequeña cinco fuegos consecutivos uno detrás del otro. El rain deja rastros de fuego por varios segundos, tanto en el suelo como en el auto que toca. Esta arma es muy fácil de evadir por lo lento que se lanza.

- Daño: Entre 3 y 5 por munición dependiendo el adversario. 
- Unidades por pickup: 3 
- Máximo equipado: 6 
- Rain 2: El Rain 2 es la versión mejorada del Rain; cumple el mismo efecto del Rain común, pero este a mayor distancia. Lo malo es que es realmente fácil de poder evadir, si bien es más difícil que el Rain común, con autos de velocidad media o rápida se evade sin problemas; la gran distancia que puede recorrer hace que este tenga que ir más hacia arriba, por lo cual en lugares con techo bajo este se destruye automáticamente. Al igual que el Rain normal, este deja fuego por varios segundos y hace una seguidilla de cinco fuegos consecutivos al primero que da.

- Daño: Entre 1 y 3 por munición dependiendo el adversario. 
- Unidades por pickup: 3 
- Máximo equipado: 6 
- Mirv: El Mirv es una combinación del Rain 2 y el Homing, este se eleva y sube a una distancia alta para luego perseguir a un adversario con cinco disparos.

- Daño: Entre 1 y 3 por munición dependiendo el adversario. 
- Unidades por pickup: 3 
- Máximo equipado: 6 
- Proximity: El proximity es una especie de mina que se destruye cuando un auto o munición está cerca de él, este tiene una especie de impacto también. Uno se puede dar cuenta que está cerca de él porque hace una especie de sonido particular.

- Daño: Entre 4 y 10 por munición dependiendo el adversario. 
- Unidades por pickup: 3 
- Máximo equipado: 6 
- Remote: El remote es un arma de detonación, este se detona cuando el usuario desea, es un buen arma y posee impacto.

- Daño: Entre 5 y 12 por munición dependiendo el adversario. 
- Unidades por pickup: 3 
- Máximo equipado: 4 
- Freezmote: Esta arma es otro detonador, no posee daño, sino lo que hace es congelar al usuario por unos segundos y deja un campo de congelación que dura unos segundos haciendo que todo el que pase por ahí se congele.

- Daño: 0, no hace daño. 
- Unidades por pickup: 3 
- Máximo equipado: 4 
- Auto Lob: El Auto Lob es el arma más potente exceptuando el Lightning, esta arma hace un trayecto vertical para luego a una distancia corta hacer detonar cinco mortales seguidos haciendo un daño potente. Al igual que el Mortal, este posee impacto.

- Daño: 10 y 20 por munición dependiendo el adversario. (Entre 3 y 12 si hay impacto) 
- Unidades por pickup: 3 
- Máximo equipado: 3 
- Lightning: El Lightning es el arma más fuerte dentro del juego, lo malo es que solamente se impacta dentro de un X radio. Esta arma solamente está disponible en los niveles normales a partir de neon city no así en construcción yard y los niveles desbloqueables y dependiendo del nivel, en cierta zona caen unos rayos que causan daño considerable tanto a los oponentes como al jugador y siendo el nivel de Miniom maze donde causa el mayor daño

- Daño: Entre 25 y 60 por munición dependiendo el adversario. (Hay casos donde quita menos de 10). 
- Unidades por pickup: 1 
- Máximo equipado: 2

## Poderes especiales
Hay poderes especiales en los que utilizas la Energy que tienes, cada poder especial requiere una cierta cantidad de Energy para poder ser utilizado, si te quedas sin Energy debes esperar a que se restablezca lo suficiente para usar el poder que necesitas.
- Congelamiento: Llamado Freeze en el juego, habiendo una manera de congelar mediante las armas recogibles alrededor del mundo, si se necesita una ayuda de inmediato, con una combinación de las teclas de dirección, es posible lanzar un congelante de corta duración y que afecta solo a un oponente, contrario al que se puede recoger por las calles de cada nivel.

- Invisibilidad: En el juego es conocido como Invisibility, si estas siendo perseguido con poca vida, es posible volverse invisible para poder escapar de tus perseguidores, aunque no eres invulnerable a los ataques físicos o al congelamiento.

- Escudo: Conocido como Shield en el juego, La habilidad consiste en cubrir el auto con una armadura de color cromo durante un corto periodo de tiempo, la cual lo hace resistente a ataques físicos y al congelamiento.

- Teletransportación: Conocido como HyperSpace en el juego, es la habilidad que tienen los vehículos para viajar a través del espacio de un lugar del mundo a otro ya sea para evitar.

- Ataque hacia atrás: Es conocido como Rear Attack, y sirve para disparar cualquier arma detrás para no tener que darte la vuelta, curiosamente si te acabas todas las armas la última que usaste es infinita hasta que se vuelva a cargar el Especial.

## Coches personalizables
Además de los vehículos mencionados el juego ofrece la posibilidad de crear nuevos vehículos personalizados escogiendo entre diferentes características de los mismos como ser:
- Color, tamaño y estilo del coche.

- Ataque especial del coche (4 disponibles).

- Voz que se oye al usar el ataque especial.

- Nombre del coche.

Se pueden guardar hasta 30 coches en el mismo espacio de Memory Card que usa el juego para guardar, a propósito, también 30 partidas diferentes.